# Anaconda 3 - La nuova stirpe
Anaconda 3 - La nuova stirpe (Anaconda 3: Offspring) è un film per la televisione del 2008 diretto da Don E. FauntLeRoy.
È un film horror statunitense e rumeno con David Hasselhoff, Crystal Allen, Ryan McCluskey e Alice Kissov. Conosciuto anche con il titolo Anaconda III,  è il terzo film della serie Anaconda, iniziata nel 1997 con l'omonimo film e proseguita nel 2004 con Anaconda - Alla ricerca dell'orchidea maledetta.

## Trama
Un magnate assume un mercenario per una missione rischiosa: catturare un pericoloso esemplare di anaconda nel cui sangue è contenuta una possibile cura per una malattia degenerativa poco studiata e conosciuta.

## Produzione
Il film, diretto da Don E. FauntLeRoy su una sceneggiatura di Nicholas Davidoff e David C. Olson, fu prodotto da Alison Semenza e Benjamin Sacks per la Castel Film Romania e la Hollywood Media Bridge e girato nel corso del 2007 in vari set a Bucarest (Romania) e sul Delta del Danubio. La fase di post-produzione ha avuto luogo nei laboratori della Kodak situati in Romania.  Gli effetti speciali, coordinati da Lucian Iordache, furono realizzati dalla Trick Digital. La musica è firmata da Peter Meisner.

## Distribuzione
Il film fu trasmesso negli Stati Uniti il 26 luglio 2008 sulla rete televisiva Sci-Fi Channel.
Alcune delle uscite internazionali sono state:
- nel Regno Unito il 20 ottobre 2008 (in DVD)
- nei Paesi Bassi il 21 ottobre 2008
- in Islanda il 29 ottobre 2008 (in DVD)
- in Australia il 5 novembre 2008 (in DVD)
- in Finlandia il 5 novembre 2008 (Anakonda 3, in DVD)
- in Svezia il 5 novembre 2008 (in DVD)
- in Italia l'11 novembre 2008 (in DVD)
- in Argentina il 18 novembre 2008 (Anaconda 3 - La amenaza, in DVD)
- in Germania il 18 novembre 2008 (Anaconda: Offspring, in DVD)
- in Polonia il 24 novembre 2008 (in DVD)
- in Giappone il 25 marzo 2009
- in Spagna il 28 aprile 2009 (Anaconda 3, in DVD)
- in Belgio il 26 maggio 2010
- in Brasile (Anaconda 3)
- in Portogallo (Anaconda 3)
- in Grecia (Anaconda 3 - I nea genia)
- in Canada (Anaconda 3 - Progéniture)
- in Ungheria (Anaconda 3. - Az ivadék)
- in Francia (Anaconda 3: l'héritier)

## Promozione
La tagline è: "They Can Taste Your Fear".

## Prequel e sequel
Anaconda 3 - La nuova stirpe è il seguito di Anaconda del 1997 e Anaconda - Alla ricerca dell'orchidea maledetta del 2004 e fu seguito da Anaconda - Sentiero di sangue del 2009.